# هوفاليز
هوفاليز (بالألمانية: Hohenfels) هي بلدية في إقليم والونيا بمقاطعة لوكسمبورغ، بلجيكا. في 1 يناير 2007، بلغ عدد سكان البلدية، التي تبلغ مساحتها 166.58 كيلومتر مربع (64.32 ميل2)، 4,802 نسمة، أي بكثافة سكانية تبلغ 28.8 نسمة لكل كيلومتر مربع.

## تاريخ
كانت مدينة هوفاليز موقعا استراتيجيا خلال معركة الثغرة في الحرب العالمية الثانية. على وجه التحديد، التقى الجنرالان مونتغمري القادم بجيشه من الشمال وباتون القادم من الجنوب في المدينة، خلال هجومهم المضاد على القوات الألمانية المتبقية في المنطقة. تم قصف المدينة في ليلة 5-6 يناير 1945 من قبل 90 قاذفة قنابل تابعة لسلاح الجو الملكي البريطاني، لإغلاق مفترق الطرق الرئيسي لطرق الإمدادادات الألمانية وطريق الهروب للقوات الألمانية. كان باتون قد قام بكتابة قصيدة في مذكراته عن القصف.

## مدن شقيقة
هوفاليز لديها اتفاق توأمة مع المدن التالية:
 ألتيا، إسبانيا - 1991
 باد كوتستينغ، ألمانيا - 1991
 بيلاجيو، إيطاليا - 1991
 بوندوران، جمهورية أيرلندا - 1991
 غرانفيل، فرنسا - 1991
 هولستيبرو، الدنمارك - 1991
 شيربيك، بلجيكا - 1991
 ميرسن، هولندا - 1991
 نييديرانفن، لوكسمبورغ - 1991
 بروزة، اليونان - 1991
 سيسيمبرا، البرتغال - 1991
 شيربورن، المملكة المتحدة - 1991
 كاركيلا، فنلندا - 1997
 أوكسيلوسوند، السويد - 1998
 يودنبورغ، النمسا - 1999
 خوينا، بولندا - 2004
 كوسيغ، المجر - 2004
 سيغولدا، لاتفيا - 2004
 سوشيتسا، التشيك - 2004
 توري، إستونيا - 2004
 زفولن، سلوفاكيا - 2007
 بريناي، ليتوانيا - 2008
 مارساسكالا، مالطا - 2009
 سيريت، رومانيا - 2010
 تريافنا، بلغاريا - 2011

## أعلام
- جان الأول من أفيسنيس